# José Duarte
José Geraldo Silva Filho Duarte (Nova Lima, 6 juli 1980), kortweg José Duarte, is een Braziliaans voormalig voetballer. Hij was een aanvaller, doorgaans diepe spits. Hij kon ook als rechtsbuiten spelen.

## Carrière
In een ver verleden speelde Duarte in de Belgische hoogste klasse (2000–2002), de toenmalige Jupiler Liga. Hij speelde in de jeugd bij AA Anapolina in zijn thuisland. In 2000 werd de 20-jarige Duarte ontdekt door de Belgische topclub Club Brugge. Duarte werd aangetrokken om de concurrentie aan te gaan met spitsen Gert Verheyen, Andrés Mendoza en Jochen Janssen. Deze strijd zou de toen jonge aanvaller nooit kunnen winnen. Duarte werd in januari 2003 samen met de Nigeriaanse middenvelder Aminu Sani verhuurd aan tweedeklasser KFC Strombeek Brussels, waarna hij Brugge definitief heeft verlaten.
Zijn passage in het Jan Breydelstadion was ongelukkig te noemen. In de zomer van 2002 was hij heel even basisspeler, maar dat was slechts het geval omdat Verheyen licht geblesseerd (kraakbeen) uit het WK voetbal in Japan en Zuid-Korea was gekomen. In september 2002 verdween Duarte weer uit de ploeg. In november 2001 leidde balverlies van Duarte in blessuretijd tot de uitschakeling in de UEFA Cup tegen het Franse Olympique Lyon. 3–0 verlies na 4–1 winst in de eerste wedstrijd, hoewel Club Brugge de gehele terugwedstrijd niet op niveau was. Dus werd een mooie uitgangspositie richting kwartfinale te grabbel gegooid. Duarte — en geen verdediger — was in minuut 87 ingevallen voor Mendoza. Trainer Trond Sollied werd omwille van die tactische keuze op de korrel genomen.
Tussen juli 2000 en december 2002 speelde Duarte in totaal 28 officiële wedstrijden voor blauw-zwart en scoorde twee maal, tegen KVO Aarschot in de Beker van België (12–2 winst). Hij bracht daarna een groot deel van zijn carrière in Israël door, maar veranderde telkens na één seizoen van team. Duarte verhuisde in 2008 naar China, waar hij van 2009 tot 2012 nog redelijk productief was bij het voormalige Chongqing Liangjiang Athletic waar hij 17 doelpunten uit 46 wedstrijden op het rekest had, waarvan de rijzige Duarte (187 cm) er zeven maakte in het seizoen 2009 en tien in het seizoen 2010.
Na zijn vertrek bij Brugge heeft hij nooit meer in West-Europa gevoetbald. In Israël kwam Duarte onder meer uit voor Maccabi Tel Aviv en Bnei Jehoeda Tel Aviv uit de hoofdstad doch ook Hapoel Beër Sjeva en Hapoel Nof HaGalil, een club uit de stad Nazareth. Duarte scoorde bij deze laatste club veertien doelpunten in het seizoen 2004–2005. In 2015 stopte Duarte met voetballen in China. Hij deed dat bij het erg bescheiden Shenyang Haishi, waar hij sinds 2012 actief was.

## Erelijst
| Competitie        | Aantal      | Jaren       |             |             |
| Club Brugge       | Club Brugge | Club Brugge | Club Brugge | Club Brugge |
| ----------------- | ----------- | ----------- | ----------- | ----------- |
| Nationaal         |             |             |             |             |
| Beker van België  | 1x          | 2002        |             |             |
| Supercup          | 1x          | 2002        |             |             |
| Vriendschappelijk |             |             |             |             |
| Brugse Metten     | 1x          | 2001        |             |             |